# Gute Reise (Album)
Gute Reise ist das dritte Studioalbum von Ich + Ich. Es erschien am 13. November 2009 bei Universal. Von Gute Reise erschien auch eine Deluxe-Edition mit zusätzlicher DVD. Diese umfasst fünf Live-Stücke, ein Interview und eine kurze Dokumentation. Im Frühjahr 2010 begann die „Gute-Reise-Tournee“. Annette Humpe meidet die Live-Auftritte weiterhin wegen ihres großen Lampenfiebers, so dass Adel Tawil dabei alleine singt.

## Musikstil
Der Stil wird als Pop mit Soul- und Rock-Anleihen und elektronischen Beats beschrieben. Adel Tawils Stimme fällt etwas dunkler und rauer aus als zuvor. Bei Universum wird eine Trompete verwendet.

## Rezeption
Die Kritiken für das Album fielen unterschiedlich aus. Auf Laut.de nannte Artur Schulz Gute Reise „die perfekte Platte für Pärchen“. Die Pop-Geschichte sei „randvoll mit Herzeleid. Das reicht von höchst geglückt bis völlig missraten, und Ich + Ich dümpeln mit ihren nett produzierten Songs irgendwo dazwischen.“ Zwei von fünf Sternen wurden vergeben. Auf www.swr.de lobte Deborah Schamuhn die „ausdrucksstarke“ Stimme Tawils, die sich durch die Liveauftritte positiv entwickelt habe. Insgesamt werde das „Erfolgsrezept beibehalten“. Die Musikwoche hob das Fehlen von „wohlfeilen Wortbausteinen und Klischees“ bei den Texten hervor, stattdessen finde man „eigenwillige Sprachbilder“. Insgesamt enthalte die Platte einen „hochinfektiösen Cocktail aus Keyboards und Elektronik, schwelgerischen Streichern und urbanen Rhythmen“. Nur das an den Swing angelehnte Danke wirke aufgrund des Textes deplatziert.

## Titelliste
| #   | Titel                        | Songwriter                                                                                    | Produzent                                                                      | Länge |
| --- | ---------------------------- | --------------------------------------------------------------------------------------------- | ------------------------------------------------------------------------------ | ----- |
| 1.  | Pflaster                     | Annette Humpe, Stephan Düfel                                                                  | Annette Humpe, Andreas Herbig, Adel Tawil, Florian Fischer, Sebastian Kirchner | 3:21  |
| 2.  | Einer von Zweien             | Annette Humpe                                                                                 | Annette Humpe, Andreas Herbig, Adel Tawil, Florian Fischer, Sebastian Kirchner | 3:40  |
| 3.  | Universum                    | Annette Humpe                                                                                 | Annette Humpe, Andreas Herbig, Adel Tawil, Florian Fischer, Sebastian Kirchner | 3:46  |
| 4.  | Es tut mir leid              | Annette Humpe                                                                                 | Annette Humpe, Andreas Herbig, Adel Tawil, Florian Fischer, Sebastian Kirchner | 3:55  |
| 5.  | Die Lebenden und die Toten   | Annette Humpe                                                                                 | Annette Humpe, Andreas Herbig, Adel Tawil, Florian Fischer, Sebastian Kirchner | 3:45  |
| 6.  | Hilf mir                     | Annette Humpe                                                                                 | Annette Humpe, Andreas Herbig, Adel Tawil, Florian Fischer, Sebastian Kirchner | 2:57  |
| 7.  | Was wär ich ohne Dich        | Annette Humpe                                                                                 | Annette Humpe, Andreas Herbig, Adel Tawil, Florian Fischer, Sebastian Kirchner | 4:15  |
| 8.  | Hallo Hallo                  | Annette Humpe                                                                                 | Annette Humpe, Andreas Herbig, Adel Tawil, Florian Fischer, Sebastian Kirchner | 3:40  |
| 9.  | Stein                        | Annette Humpe                                                                                 | Annette Humpe, Andreas Herbig, Adel Tawil, Florian Fischer, Sebastian Kirchner | 3:39  |
| 10. | Danke                        | Annette Humpe                                                                                 | Annette Humpe, Andreas Herbig, Adel Tawil, Florian Fischer, Sebastian Kirchner | 4:08  |
| 11. | Alleine tanzen               | Annette Humpe                                                                                 | Annette Humpe, Andreas Herbig, Adel Tawil, Florian Fischer, Sebastian Kirchner | 3:52  |
| 12. | Yasmine (mit Mohamed Mounir) | Annette Humpe, Adel Tawil, Florian Fischer, Sebastian Kirchner, Magudi Naguib, Mohamed Mounir | Annette Humpe, Andreas Herbig, Adel Tawil, Florian Fischer, Sebastian Kirchner | 3:49  |

### Bonusmaterial

#### DVD
| #  | Titel                                                                 |
| -- | --------------------------------------------------------------------- |
| 1. | Mach dein Licht an Live                                               |
| 2. | Vom selben Stern Live                                                 |
| 3. | Trösten Live                                                          |
| 4. | So soll es bleiben Live                                               |
| 5. | Du erinnerst mich an Liebe Live                                       |
| 6. | Nur dich Live Extras DVD: Unterwegs & im Studio mit Ich+Ich Interview |

## Charts und Erfolge
Dadurch, dass die Single Universum Platz 10 erreichte, ist Gute Reise das dritte Album hintereinander, welches mindestens zwei Top-Ten-Singles enthielt. Dank seiner guten Charthistorie wurde Gute Reise das vierterfolgreichste Album 2010 in Deutschland.

## Gute Reise Tour
Diese Liste beinhaltet alle Konzerte in chronologischer Reihenfolge, die bei der Gute Reise live 2010 gespielt wurden:

### Tourdaten
| Datum              | Stadt                   | Veranstaltungsort             | Land        |
| ------------------ | ----------------------- | ----------------------------- | ----------- |
| 9. April 2010      | Hannover                | AWD Hall                      | Deutschland |
| 9. April 2010      | Rostock                 | Stadthalle Rostock            | Deutschland |
| 10. April 2010     | Berlin                  | O2 World                      | Deutschland |
| 13. April 2010     | Erfurt                  | Messehalle Erfurt             | Deutschland |
| 14. April 2010     | Chemnitz                | Chemnitz Arena                | Deutschland |
| 15. April 2010     | Nürnberg                | Arena Nürnberger Versicherung | Deutschland |
| 17. April 2010     | Bielefeld               | Seidensticker Halle           | Deutschland |
| 18. April 2010     | Köln                    | Palladium                     | Deutschland |
| 19. April 2010     | Oberhausen              | König-Pilsener-Arena          | Deutschland |
| 21. April 2010     | Münster                 | Halle Münsterland             | Deutschland |
| 22. April 2010     | Frankfurt               | Festhalle                     | Deutschland |
| 24. April 2010     | Trier                   | Arena Trier                   | Deutschland |
| 26. April 2010     | Koblenz                 | Sporthalle Oberwerth          | Deutschland |
| 28. April 2010     | München                 | Olympiahalle München          | Deutschland |
| 29. April 2010     | Mannheim                | SAP Arena                     | Deutschland |
| 30. April 2010     | Freiburg                | Rothaus Arena                 | Deutschland |
| 2. Mai 2010        | Kempten                 | Bigbox Allgäu                 | Deutschland |
| 3. Mai 2010        | Wien                    | Wiener Stadthalle             | Österreich  |
| 5. Mai 2010        | Salzburg                | Salzburgarena                 | Österreich  |
| 6. Mai 2010        | Graz                    | Stadthalle Graz               | Österreich  |
| 8. Mai 2010        | Leipzig                 | Arena Leipzig                 | Deutschland |
| 9. Mai 2010        | Magdeburg               | Bördelandhalle                | Deutschland |
| 11. Mai 2010       | Stuttgart               | Porsche-Arena                 | Deutschland |
| 12. Mai 2010       | Würzburg                | S. Oliver Arena               | Deutschland |
| 14. Mai 2010       | Hamburg                 | Color Line Arena              | Deutschland |
| 15. Mai 2010       | Bremen                  | Messehalle                    | Deutschland |
| 15. Juli 2010      | Straubing               | Jazz an der Donau             | Deutschland |
| 24. Juli 2010      | Stuttgart               | Cannstatter Wasen             | Deutschland |
| 7. August 2010     | Bielefeld               | Ravensberger Park             | Deutschland |
| 13. August 2010    | Dresden                 | Filmnächte am Elbufer         | Deutschland |
| 14. August 2010    | Uelzen                  | Uelzen Open R                 | Deutschland |
| 15. August 2010    | Zofingen                | Heitere Open Air              | Schweiz     |
| 18. August 2010    | Coburg                  | Schlossplatz                  | Deutschland |
| 19. August 2010    | Fulda                   | Domplatz                      | Deutschland |
| 21. August 2010    | Quakenbrück             | Segelflugplatz                | Deutschland |
| 22. August 2010    | Eckernförde             | Eckernförder Strand-Festival  | Deutschland |
| 24. August 2010    | Bochum                  | Zeltfestival Ruhr             | Deutschland |
| 26. August 2010    | Mönchengladbach         | Warsteiner Hockey Park        | Deutschland |
| 27. August 2010    | Arnsberg                | Jagdschloss Herdringen        | Deutschland |
| 28. August 2010    | Berlin                  | Kindl-Bühne Wuhlheide         | Deutschland |
| 1. September 2010  | Bochum                  | Zeltfestival Ruhr             | Deutschland |
| 3. September 2010  | Halle an der Saale      | Freilichtbühne Peißnitz       | Deutschland |
| 7. September 2010  | Nideggen                | Burg Nideggen                 | Deutschland |
| 10. September 2010 | Zwickau                 | Freilichtbühne                | Deutschland |
| 11. September 2010 | Ralswiek                | Störtebekerbühne              | Deutschland |
| 17. April 2011     | Samnaun                 | Alp Trida                     | Schweiz     |
| 27. Mai 2011       | Hannover                | EXPO Plaza                    | Deutschland |
| 3. Juni 2011       | Ladenburg               | Festwiese                     | Deutschland |
| 16. Juni 2011      | Oberursel               | Hessentag                     | Deutschland |
| 18. Juni 2011      | Kufstein                | Festung Kufstein              | Österreich  |
| 24. Juni 2011      | Ingolstadt              | Sportpark Ingolstadt          | Deutschland |
| 25. Juni 2011      | Papenburg               | Meyer Werft                   | Deutschland |
| 1. Juli 2011       | Heidenheim an der Brenz | Brenzpark                     | Deutschland |
| 2. Juli 2011       | Halle/Westfalen         | Gerry Weber Event Center      | Deutschland |
| 8. Juli 2011       | München                 | Tollwood-Festival             | Deutschland |
| 15. Juli 2011      | Gaggenau                | Benzplatz Gaggenau            | Deutschland |
| 16. Juli 2011      | Bocholt                 | Bocholt Open Air              | Deutschland |
| 23. Juli 2011      | Lörrach                 | Marktplatz                    | Deutschland |
| 30. Juli 2011      | Balingen                | Marktplatz                    | Deutschland |
| 13. August 2011    | Schwerin                | Freilichtbühne Schlossgarten  | Deutschland |
| 14. August 2011    | Saarbrücken             | Congresshalle                 | Deutschland |
| 19. August 2011    | Braunschweig            | Volksbank BraWo Bühne         | Deutschland |
| 20. August 2011    | Bonn                    | Museumsplatz                  | Deutschland |
| 26. August 2011    | Bochum                  | Zeltfestival Ruhr             | Deutschland |
| 27. August 2011    | Nideggen                | Burg Nideggen                 | Deutschland |